# Borsos Endre
Csíkgyergyói Borsos Endre (Nagysáp, 1876. június 6. – Gyöngyös, 1952. május 27.) közigazgatási bíró, a Közigazgatási Bíróság elnöke, lakásügyi kormánybiztos, a budai református egyházközség főgondnoka.

## Felmenői, családja
A Borsos család nemesi származásának igazolására, 1943-ban az általa indított eljárás nem járt sikerrel, ugyanis a Belügyminisztérium nem látta igazoltnak, azt a családi emlékezetben megmaradt eredettörténetet, miszerint a kérelmező abból a nemes Borsos családból származik, amely III. Ferdinánd magyar királytól 1646. október 1-én Zala vármegyében kapott címeres nemeslevelet és onnan Csajágra származott. A dokumentumok hiányara tekintettel a család eredete nem állapítható meg kétséget kizáróan, ugyanakkor a nemességvizsgálati eljárásban a család és más tanúk által megfogalmazott vallomások azt látszanak igazolni, hogy az a Csajágon honos nemes Borsos családból származik.
Borsos Endre a Esztergom vármegyei Nagysápon született 1876. június 6-án. Nagyapja, Borsos István (Kocs, 1798. december 26. – Nagysáp, 1880. december 19.) nagysápi református iskolamester. Édesapja, Borsos István (Nagysáp, 1840. június 25. – Nagysáp, 1891. március 14.) ászári, utóbb nagysápi református iskolamester, édesanyja nemes kocsi Sebestyén József és Tóth Julianna lánya, nemes kocsi Sebestyén Zsuzsanna. Szülei Kocson kötöttek házasságot 1860. december 11-én, házasságukból 15 gyermek született.
Testvérei:
- Borbála, nagysápi református elemi iskolai igazgatónő (Ászár, 1861. október 6.[3] – 1943. október 4.)[4]
- István, református lelkész, főiskolai tanár, klasszika-filológus, könyvtáros, numizmatikus (Ászár, 1863. február 8.[5] – Budapest, 1918. április 12.)[6] felesége: Nagysáp, 1888. december 20. Tscheppen Olga Karolina Erzsébet Jozefa
- Zsuzsanna (Ászár, 1865. augusztus 15.[7] - Ászár, 1865. augusztus 15.)
- Jolán (Ászár, 1867. október 6.[8] – Nagysáp, 1890. július 16.) férje: Tordai János magyar királyi csendőrőrsvezető
- Dezső (Ászár, 1869. február 22.[9] – Szombathely, 1904. szeptember 4.)[10] felesége: Pápa, 1894. május 6.[11] Poór Irén Etelka
- Károly, a Mezőtúri Református Kollégium igazgatója (Vérteskethely, 1871. március 4.[12] – Debrecen, 1933. október 2.)[13][14] felesége: Pápa, 1897. július 14.[15] nemes perlaki Perlaky Izabella (Ella) (Pápa, 1873. november 30. – Mezőtúr, 1962.)
- Lenke Kornélia (Vérteskethely, 1872. augusztus 12.[16] – Debrecen, 1940. április 27.) férje: Mohácsy Bálint
- Endre (Nagysáp, 1874. január 30.[17] – Nagysáp, 1874. július 19.)
- Gizella (Nagysáp, 1875. április 22.[18] – Nagysáp, 1875. július 15.)
- Béla Lajos (Nagysáp, 1878. február 7.[19] – Nagysáp, 1878. július 16.)
- Béla Lajos, nagysápi főtanító, hősi halált halt gyalogos katona orosz hadifogságban (Nagysáp, 1879. június 6.[20] – Szovjetunió, 1919. november 11.) felesége: László Erzsébet
- Margit Irma (Nagysáp, 1881. március 22.[21] – Nagysáp, 1886. augusztus 20.)
- Ilona (Nagysáp, 1883. május 29.[22] – Budapest, 1962. január ) férje: Bossányi Iván
- Irma, tanító (Nagysáp, 1886. január 2.[23] – ) férje: Nagysáp, 1910. november 14. Tóth József tanító

Feleségét Schrikhuber Laura Vilmát (Pápa, 1880. július 21. – ), Schirkhuber József ügyvéd, városi közgyám és Körber Vilma lányát Pápán 1900. július 7-én vette el. Házasságukból hét fiúgyermek született.
Gyermekei:
- Endre Károly, építészmérnök (Pápa, 1901. október 11.[25] – Budapest, 1957. május 5.)[26] felesége: Budapest, 1940. Erdélyi Szidónia Erzsébet
- László Iván, Ybl Miklós-díjas építészmérnök, építészettörténész, műemlék-restaurátor (Székesfehérvár, 1903. március 29.[27] – Budapest, 1975. január 3.)[28] felesége: Budapest, 1945. Herolt Etelka
- István József, rajztanár, festő- és szobrászművész (Székesfehérvár, 1904. december 13.[29] – Budapest, 1936. január 19.)[30] felesége: Budapest, 1933. szeptember 30.[31] Szalmásy Ilona (Budapest, 1915. március 26. – )
- József Tamás (Székesfehérvár, 1909. november 9.[32] – 1976)
- Károly Ferenc (Székesfehérvár, 1912. február 14.[33] – )
- Géza Vilmos, járásbíró, ítélőtáblai tanácsjegyző, tartalékos tüzérhadnagy (Budapest, 1914. szeptember 1. – Budapest, 1947. április 23.)[34] felesége: Kecskemét, 1945. április 7.[35] Imre Mária
- Ferenc Zoltán (Budapest, 1916. augusztus 27. – 1983. október 17.)[36] felesége: Budapest, 1943. június 23. Schéry Edit

## Tanulmányai
Borsos Endre középiskolai éveit a családi hagyomány szerint a Pápai Református Kollégiumban töltötte. Jogi tanulmányait Debreceni Református Kollégium és budapesti Királyi Magyar Tudományegyetem jogi karán végezte (a mai: ELTE Állam- és Jogtudományi Kar). Doktori oklevelét 1901-ben szerezte meg.

## Munkássága, közéleti tevékenysége
1900-ban kezdte bírói pályáját a pápai járásbíróságnál. Innen Székesfehérvárra került, hol törvényszéki bíróvá lépett elő. 1914-ben helyezték Budapestre, ahol VIII-X. kerület járásbíróság bírája. A Tanácsköztársaság idején részt vett az ellenforradalmi mozgalmakban. Az összeomlás után a Friedrich-kormány 1919-ben a lakásügyek miniszteri biztosává és ítélőtáblai bíróvá nevezte ki. 1921-ben Vass József népjóléti miniszter bízta meg a lakásügyi osztály vezetésével. Az 1922 óta megjelent lakásrendeletek és egyéb lakásügyi jogszabályok Borsos Endre kodifikációs munkájának eredményeit tükrözik. 1922-ben megkapta a kúriai bírói címet és 1924-ben a Közigazgatási Bíróság ítélőbírájává nevezték ki, ahol 1940-től 1948-ig tanácselnök volt. Közigazgatási bíróként elsősorban választási ügyekkel foglalkozott. Leghíresebb ítéletei az 1935-ös országgyűlési választás kapcsán születtek, amikor a Gömbös Gyula által vezetett Nemzeti Egység Párt súlyos választási csalásokat követett el, amelynek következtében minden addiginál nagyobb számban, összesen 38 mandátumot támadtak meg petícióval, és ebből 17-nél a Közigazgatási Bíróság az eredményt megsemmisítette. 1935. május 1-jétől három évre a Hatásköri Bíróság tagjává választották, mint a Közigazgatási Bíróság által delegált bírót. Miután Rakovszky Iván 1944. augusztus 29-én vállalta a Lakatos-kormányban a vallás- és közoktatásügyi miniszteri tárcát, utóda a Szálasi-kormány alatt Balázs Kornél, az addigi alelnök lett, aki vállalta az úgynevezett országtanácsi tagságot és részt vett a nemzetvezetők megválasztásában, majd betegségére hivatkozva leköszönt. Ekkor Borsos Endrének mint legidősebb tanácselnöknek kellett ideiglenesen vállalnia a Közigazgatási Bíróság vezetését. Az elnöki tisztséget csak rövid ideig töltötte be, hiszen 1945. június 19-én már Csorba János a Közigazgatási Bíróság új elnöke tette le az esküt az Országgyűlés képviselőháza előtt, amelyen az első köszöntő szavakat Borsos Endre tanácselnök mondta. Pályafutása nyugdíjba vonulásában 1948-ban ért véget.
Bírói pályája során szakirodalommal is foglalkozott. Több büntetőjogi, magánjogi és perjogi dolgozata jelent meg különböző folyóiratokban, valamint önálló szerzőként, társszerzőként monográfiái is jelentek meg.
Bírói tevékenysége mellett 1937-től tagja volt a Mérnöki Tanácsnak, a Budapesti Mérnöki Kamara fellebbviteli hatóságának is. 1944-ben megválasztották a budai református egyházközség főgondnokának, a tisztségébe való ünnepélyes beiktatására a Szilágyi Dezső téri református templomban került sor.

## Bajcsy-Zsilinszky Endrerejtegetése
Magyarország német megszállását követően Borsos Endre és fiai Szakasits Árpád, Tildy Zoltán és Bereczky Albert oldalán aktívan bekapcsolódott az ellenállási mozgalomba. Személyes elmondása szerint Bajcsy-Zsilinszky Endre régi jó barátja volt, akinek 1944. március 19-én budai lakására a Gestapo emberei kivonultak, hogy letartóztassák. Fegyverrel szállt szembe a rátörő németekkel, akik rövid tűzharcban megsebesítették, majd letartóztatták és elhurcolták. A Lakatos-kormány követelésére 1944. október 11-én szabadon bocsátották. Ekkor 1944. október 15-én, a sikertelen kiugrási kísérlet napján Bereczky Albert református püspök és Haypál Béla református esperes irányították Borsos Endréhez, aki szívesen vállalta elbujtatását. Így Bajcsy-Zsilinszky Endre még a kiugrási kísérlet napján megérkezett a Borsos család várnegyedben található Hunyadi János úti lakásába, mint Kovács Endre szegedi földbirtokos feleségével együtt. Később menekülnie kellett és más helyeken bujkált, míg el nem fogták és el nem vitték Sopronkőhidára.

## Művei
- A magyar lakásügy a háború kezdetétől I-II. kötet. Budapest, 1929.
- Magyarország lakáspolitikája. Budapest, 1938.
- Borsos Endre 1945. évi junius 5. napján tartott teljes ülésen elmondott beszéde a jogfolytonosság megszakadásáról és az alkotmányos élet helyreállításáról. Budapest, 1945.
- Bíráskodás képviselőválasztási ügyekben. Budapest, 1945.

## Származása
| Borsos Endre (Nagysáp, 1876. június 6. – ) közigazgatási bíró, a Közigazgatási Bíróság elnöke, lakásügyi kormánybiztos, a budai református egyházközség főgondnoka | Apja: Borsos István (Nagysáp, 1840. június 25. – Nagysáp, 1891. március 14.) ászári, utóbb nagysápi református iskolamester | Apai nagyapja: Borsos István (Kocs, 1798. december 26. – Nagysáp, 1880. december 19.) nagysápi református iskolamester | Apai nagyapai dédapja: Borsos István (Kocs, 1773. augusztus 17. – ?) |
| Borsos Endre (Nagysáp, 1876. június 6. – ) közigazgatási bíró, a Közigazgatási Bíróság elnöke, lakásügyi kormánybiztos, a budai református egyházközség főgondnoka | Apja: Borsos István (Nagysáp, 1840. június 25. – Nagysáp, 1891. március 14.) ászári, utóbb nagysápi református iskolamester | Apai nagyapja: Borsos István (Kocs, 1798. december 26. – Nagysáp, 1880. december 19.) nagysápi református iskolamester | Apai nagyapai dédanyja: Bácsai Zsuzsanna                             |
| Borsos Endre (Nagysáp, 1876. június 6. – ) közigazgatási bíró, a Közigazgatási Bíróság elnöke, lakásügyi kormánybiztos, a budai református egyházközség főgondnoka | Apja: Borsos István (Nagysáp, 1840. június 25. – Nagysáp, 1891. március 14.) ászári, utóbb nagysápi református iskolamester | Apai nagyanyja: nemes Bori Judit (Páty, 1807. június 21. – ?)                                                          | Apai nagyanyai dédapja: nemes Bori István                            |
| Borsos Endre (Nagysáp, 1876. június 6. – ) közigazgatási bíró, a Közigazgatási Bíróság elnöke, lakásügyi kormánybiztos, a budai református egyházközség főgondnoka | Apja: Borsos István (Nagysáp, 1840. június 25. – Nagysáp, 1891. március 14.) ászári, utóbb nagysápi református iskolamester | Apai nagyanyja: nemes Bori Judit (Páty, 1807. június 21. – ?)                                                          | Apai nagyanyai dédanyja: Árki Judit                                  |
| Borsos Endre (Nagysáp, 1876. június 6. – ) közigazgatási bíró, a Közigazgatási Bíróság elnöke, lakásügyi kormánybiztos, a budai református egyházközség főgondnoka | Anyja: nemes kocsi Sebestyén Zsuzsanna (Kocs, 1840. július 26. – Nagysáp, 1922. február 7.)                                 | Anyai nagyapja: nemes kocsi Sebestyén József                                                                           | Anyai nagyapai dédapja:                                              |
| Borsos Endre (Nagysáp, 1876. június 6. – ) közigazgatási bíró, a Közigazgatási Bíróság elnöke, lakásügyi kormánybiztos, a budai református egyházközség főgondnoka | Anyja: nemes kocsi Sebestyén Zsuzsanna (Kocs, 1840. július 26. – Nagysáp, 1922. február 7.)                                 | Anyai nagyapja: nemes kocsi Sebestyén József                                                                           | Anyai nagyapai dédanyja:                                             |
| Borsos Endre (Nagysáp, 1876. június 6. – ) közigazgatási bíró, a Közigazgatási Bíróság elnöke, lakásügyi kormánybiztos, a budai református egyházközség főgondnoka | Anyja: nemes kocsi Sebestyén Zsuzsanna (Kocs, 1840. július 26. – Nagysáp, 1922. február 7.)                                 | Anyai nagyanyja: Tóth Julianna                                                                                         | Anyai nagyanyai dédapja:                                             |
| Borsos Endre (Nagysáp, 1876. június 6. – ) közigazgatási bíró, a Közigazgatási Bíróság elnöke, lakásügyi kormánybiztos, a budai református egyházközség főgondnoka | Anyja: nemes kocsi Sebestyén Zsuzsanna (Kocs, 1840. július 26. – Nagysáp, 1922. február 7.)                                 | Anyai nagyanyja: Tóth Julianna                                                                                         | Anyai nagyanyai dédanyja:                                            |